# Jean-Baptiste Le Prince
Pour les articles homonymes, voir Leprince.
Jean-Baptiste Nicolas Le Prince, né le 17 septembre 1734 à Metz (Trois-Évêchés) et mort le 30 septembre 1781  à Saint-Denis-du-Port (Seine-et-Marne), est un peintre et graveur français.

## Biographie
Il est le dernier né des enfants de Jean-Baptiste Nicolas Leprince, maître sculpteur (1734), et de sa troisième épouse, Anne Gautier. Il est le demi-frère de Jeanne-Marie Leprince de Beaumont (1711-1776), auteur du conte La Belle et la Bête. 
Après avoir étudié la peinture à Metz, Le Prince se rend à Paris grâce à l'appui du duc de Belle-Isle. Il y suit les meilleurs cours académiques, devenant notamment l’élève de François Boucher. Ses premiers tableaux sont peints dans un style rococo proche de celui de son maître. Jean-Baptiste Le Prince se forme également à la gravure. Sa célébrité émane surtout de son invention d’un nouveau type de scène de genre et de son perfectionnement de la technique de l’aquatinte, qui « reproduit à tromper les lavis de sépia et de bistre » et dont Denis Diderot, témoin critique d’une série d’aquatintes de Le Prince exposées au Salon de 1769 disait qu’elles « sont à faire illusion, on ne les prendrait jamais pour un effet de la gravure et d’un procédé particulier ».
En 1758, Jean-Baptiste Le Prince entreprend un voyage aventureux en Russie, où il retrouve deux de ses frères. Il poursuit son voyage jusqu'en Sibérie et au Kamtchatka, un territoire encore vierge, ne revenant à Paris qu'en 1764. En 1765, il est agréé à l'Académie royale de peinture et de sculpture. Il a notamment pour élève l'aquarelliste paysager Tavernier de Jonquières.
Jean-Baptiste Le Prince meurt le 30 septembre 1781 à Saint-Denis-du-Port (aujourd'hui Lagny-sur-Marne en Seine-et-Marne).

## Œuvre
- Paysage de campagne avec enfants jouant dans une mare aux canards - Musée des Beaux-Arts d'Agen
- Paysage avec cours d'eau , huile sur toile, non localisé[5]
- La Sultana (vers 1755-1780), Paris, musée Cognacq-Jay.

## Galerie

Œuvres de Jean-Baptiste Le Prince
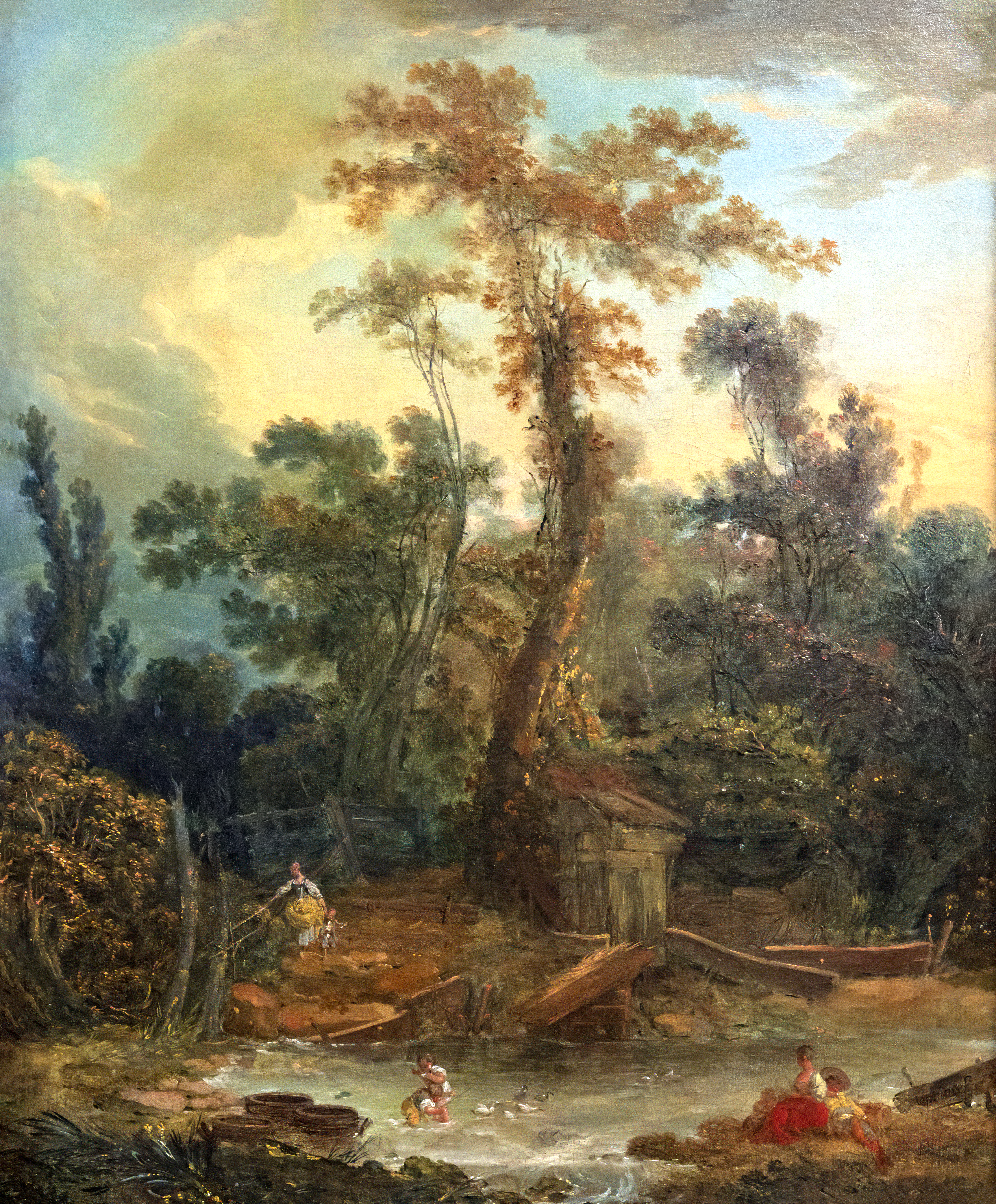
Paysage de campagne avec enfants jouant dans une mare aux canards - Musée des Beaux-Arts d'Agen
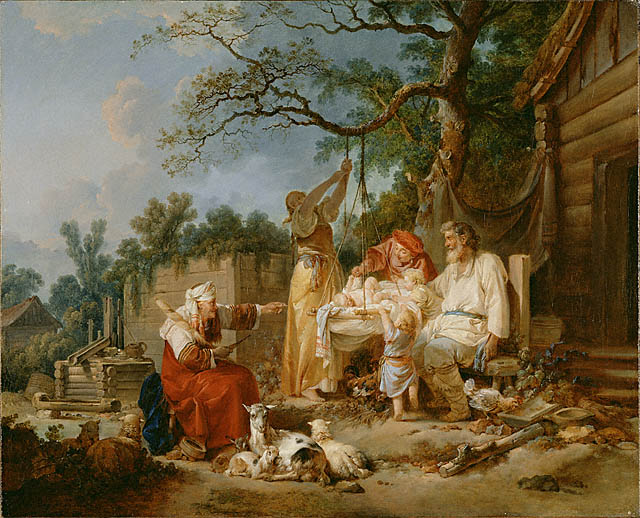
Le Berceau russe (vers 1764-1765), Los Angeles, Getty Center.
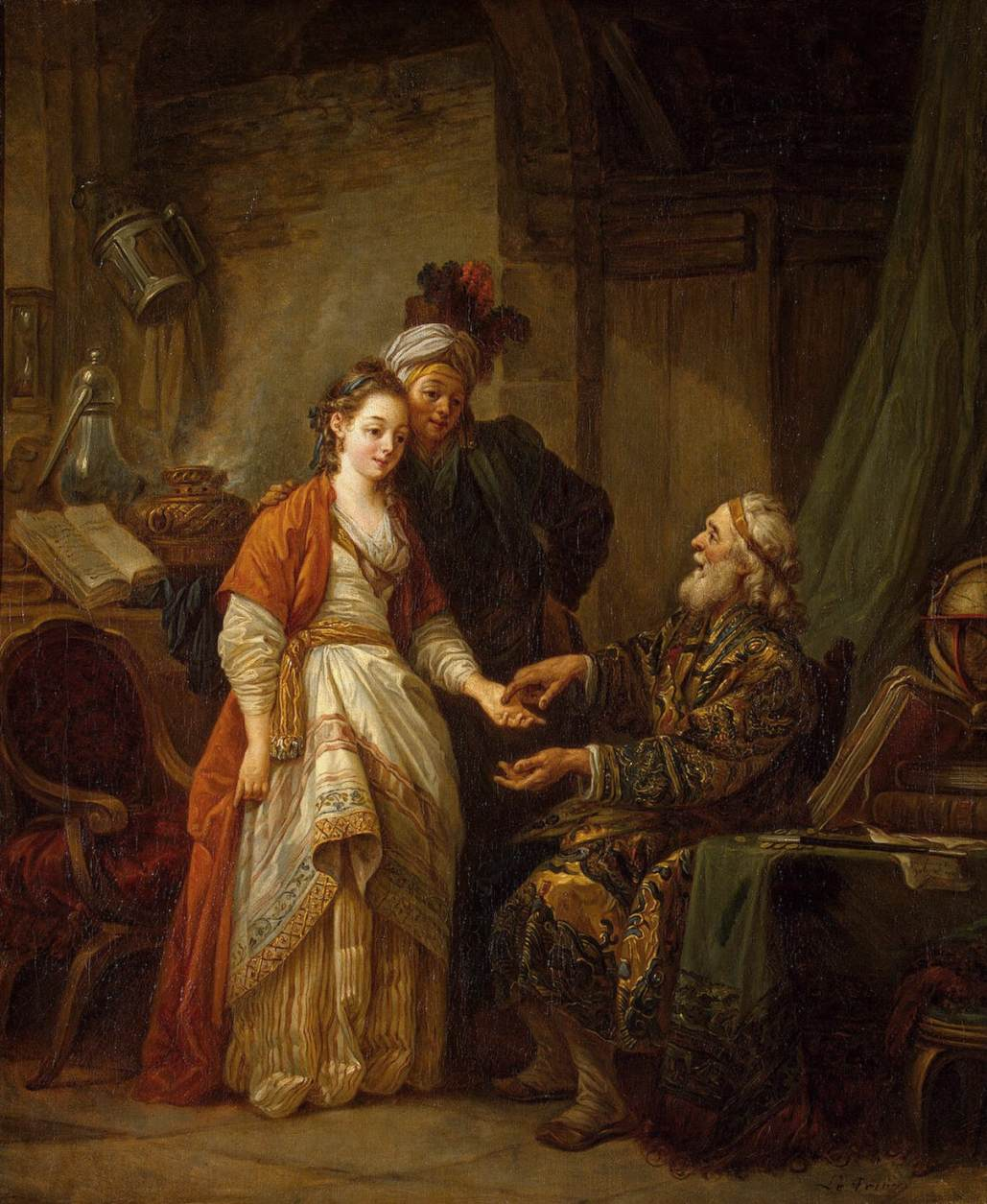
Le Diseur de bonne aventure (vers 1775), Saint-Pétersbourg, musée de l’Ermitage.
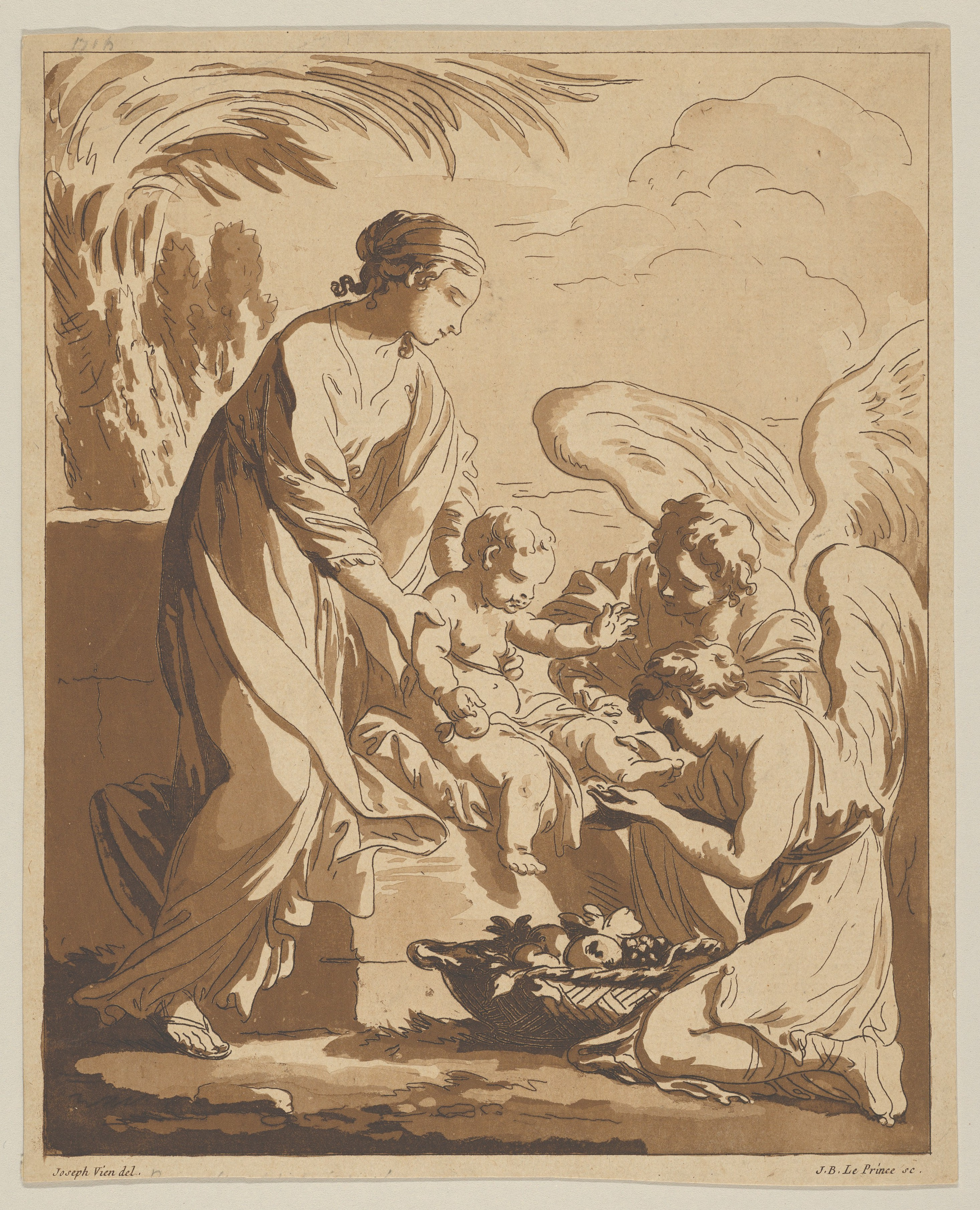
L'Adoration des anges (vers 1770), aquatinte d'après Joseph-Marie Vien, New York, MET.